# ロボノート

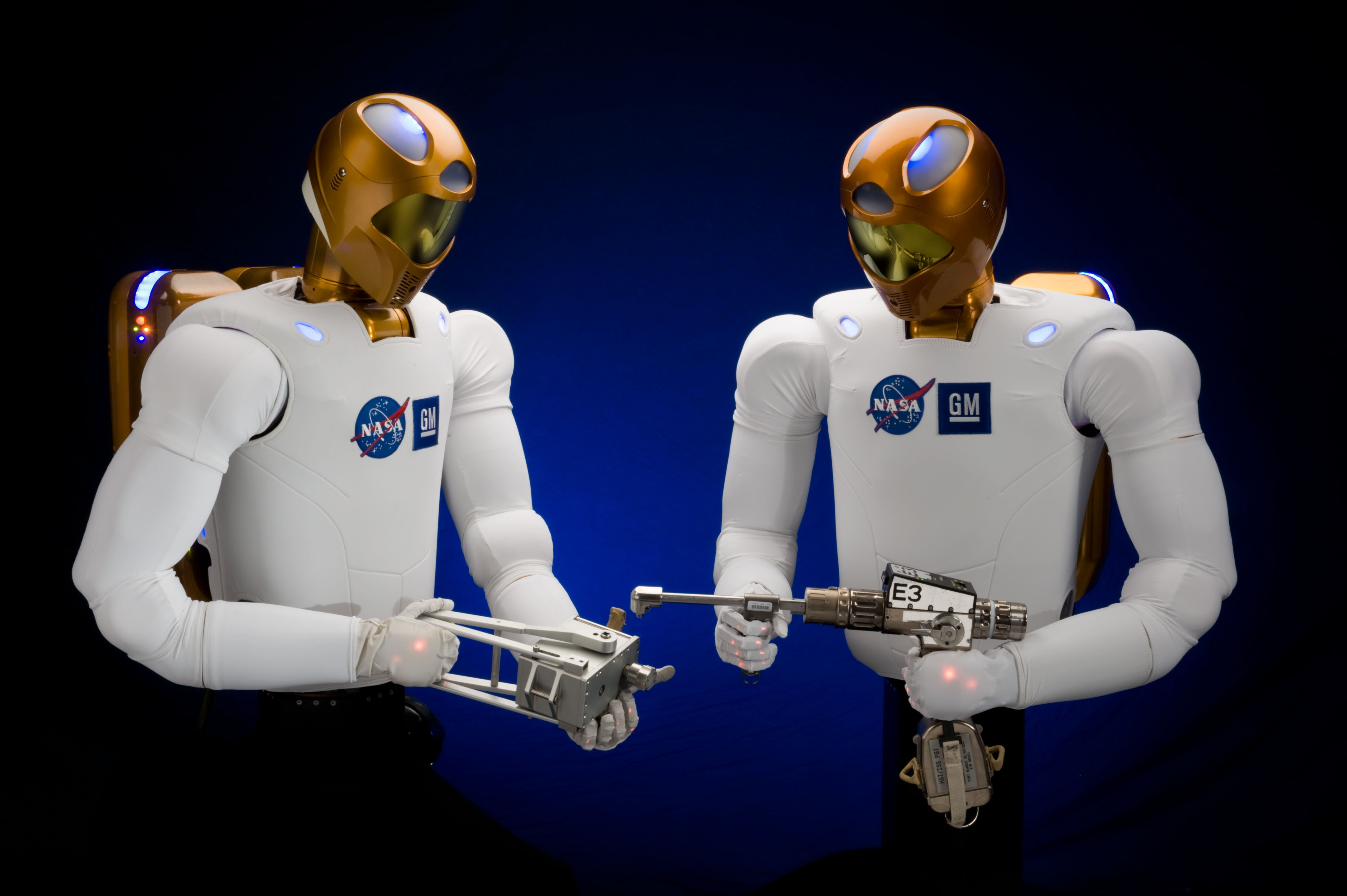
2体で共同作業を実行するロボノート（2009年7月）

ロボノート（英: Robonaut）はNASAのジョンソン宇宙センターにあるデクストラウス・ロボティックス研究所（Dextrous Robotics Laboratory）が行っているヒューマノイドロボット開発計画。しかし完全な運用タイプは未完成であり技術的に停滞状態である。 

## 概要
ロボノートシリーズ開発の背景にある中心的アイディアは宇宙飛行士と共に働くマシンを作ることである。そのため、宇宙服を着た宇宙飛行士と同様の環境で同じ工具を使用して作業できるよう設計されている。
ロボノートは他の宇宙ロボットとは異なるタイプのロボットで、例えばローバー（火星探査機のマーズ・エクスプロレーション・ローバーなど）といったものより非常に繊細さの要求される作業に焦点を置いている。
1990年代に開発が始まり、ロボノートシリーズ第1世代（R1）の開発は国防高等研究計画局を含む多くの共同開発者によって行われた。第2世代（R2）はNASAとゼネラルモーターズ(GM)の共同プロジェクトで行われている。
R2は2011年2月24日に打ち上げられたディスカバリー（STS-133）によって国際宇宙ステーション（ISS）へ輸送され、与圧室内に保管された。

## 初期の計画

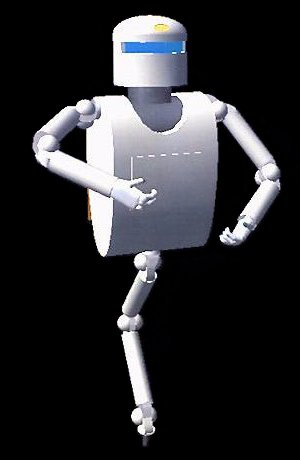
初期のコンセプト図（1996年）

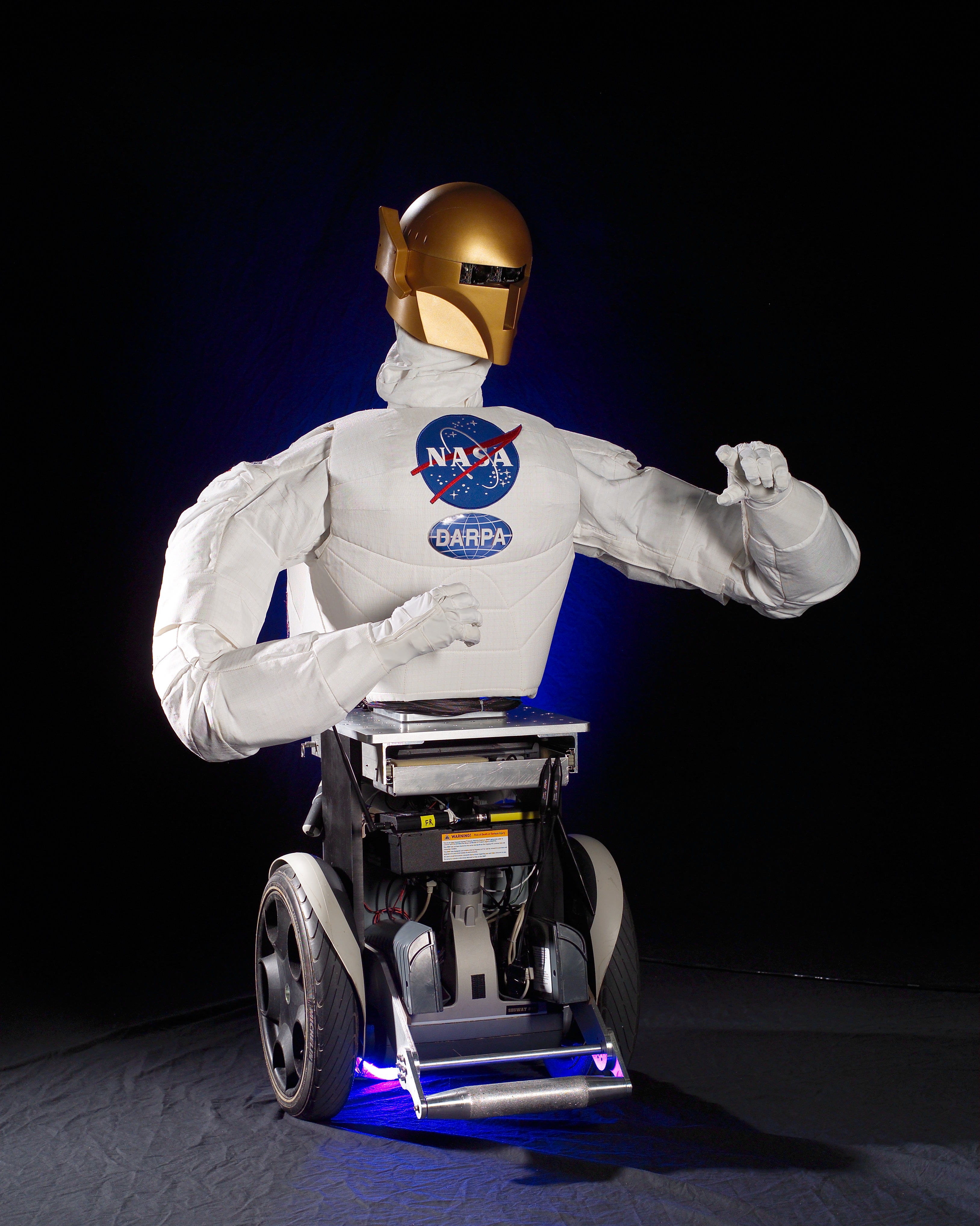
ロボノートB（2003年12月）

ロボノートの初期設計では国際宇宙ステーションに搭載されているカナダアーム2のエンドエフェクタとして用いられ、宇宙飛行士の代わりにステーションの外部メンテナンスを行うことになっていた。
その他にも惑星表面で遠隔操作ロボットとして使用する、といった案も提案されている。
2003年に発表された初の試作機ロボノート1（R1）は上半身が人型で、4自由度のアームを持ち、指の先端にはタッチセンサーが用いられている。
下半身は地上移動用の4輪車、2輪のセグウェイ、船外活動用の0Gレッグと複数のタイプがある。

## ロボノート2

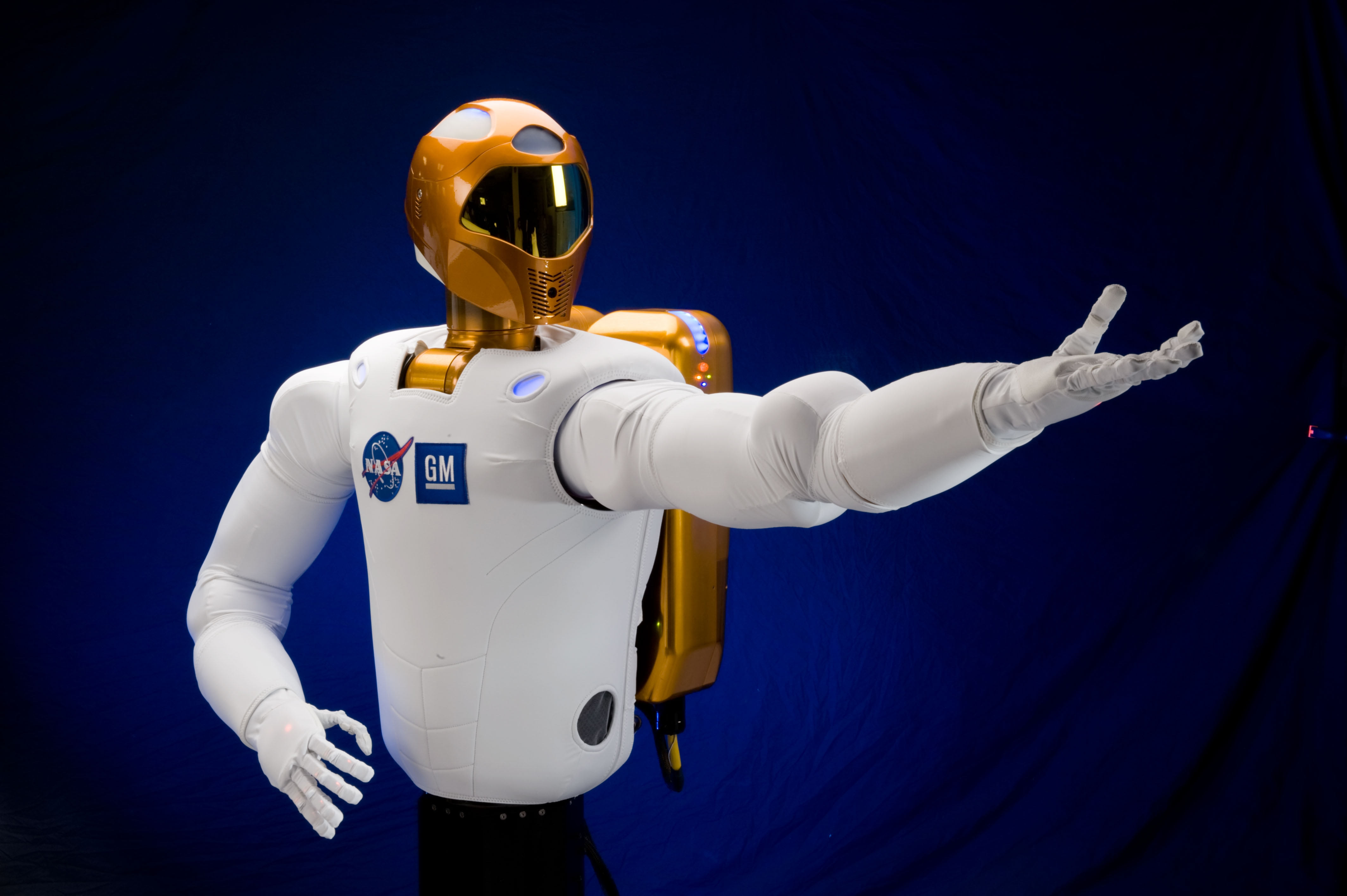
R2（2009年7月）

次世代のロボノートはNASAとゼネラルモーターズ(GM)の共同開発によって誕生した。NASAとGMの協力は2007年に始まり、2010年2月4日に公表された。
R2はR1の4倍の速さで動け、より小型軽量化した設計となっている。アームを最大2m/sで動かし、40ポンドの物体を持つことができる。握力は指1本あたり約5lb。350個以上のセンサがロボットに搭載されており、腕は衝突しても自動停止する機能を有している。重さは約136キロ。
R1は地上試験のみだったが、R2は宇宙試験も行われ、2011年2月24日に打ち上げられたディスカバリーによってISSへ輸送され、アメリカの実験棟デスティニー内で試験が行われている。2013年12月にはR2に追加するために開発された2本脚が公開された。脚を装着した時の長さは9ft(2m74cm)になる。各脚には関節7個を装備し、両脚の先端にはエンドエフェクタが装着されており、これを使って船内・船外のハンドレールやソケットに固定させることができる。
エンドエフェクタ用の視覚装置も装備しているため、自動で把持することができる。この脚は2014年4月のドラゴン宇宙船(SpX-4)でISSに運ばれた。なお、この脚は船外での使用も可能な設計であるが、上半身の方は船外で使用する前に改良を行う必要がある
。2014年12月には、軌道上で脚を装着したロボノートの姿が披露された。

なお、R2は2基製造されており、1台は地上に残されてソフトウエアの開発・検証に使われる。地上のR2で検証されたプログラムが軌道上にも送られて実行されることになる。

またプロジェクトMと呼ばれる将来構想も提案されており、もしミッションが承認されれば1,000日以内にR2ロボットを月面に着陸させるという。

## ヴァルキリー

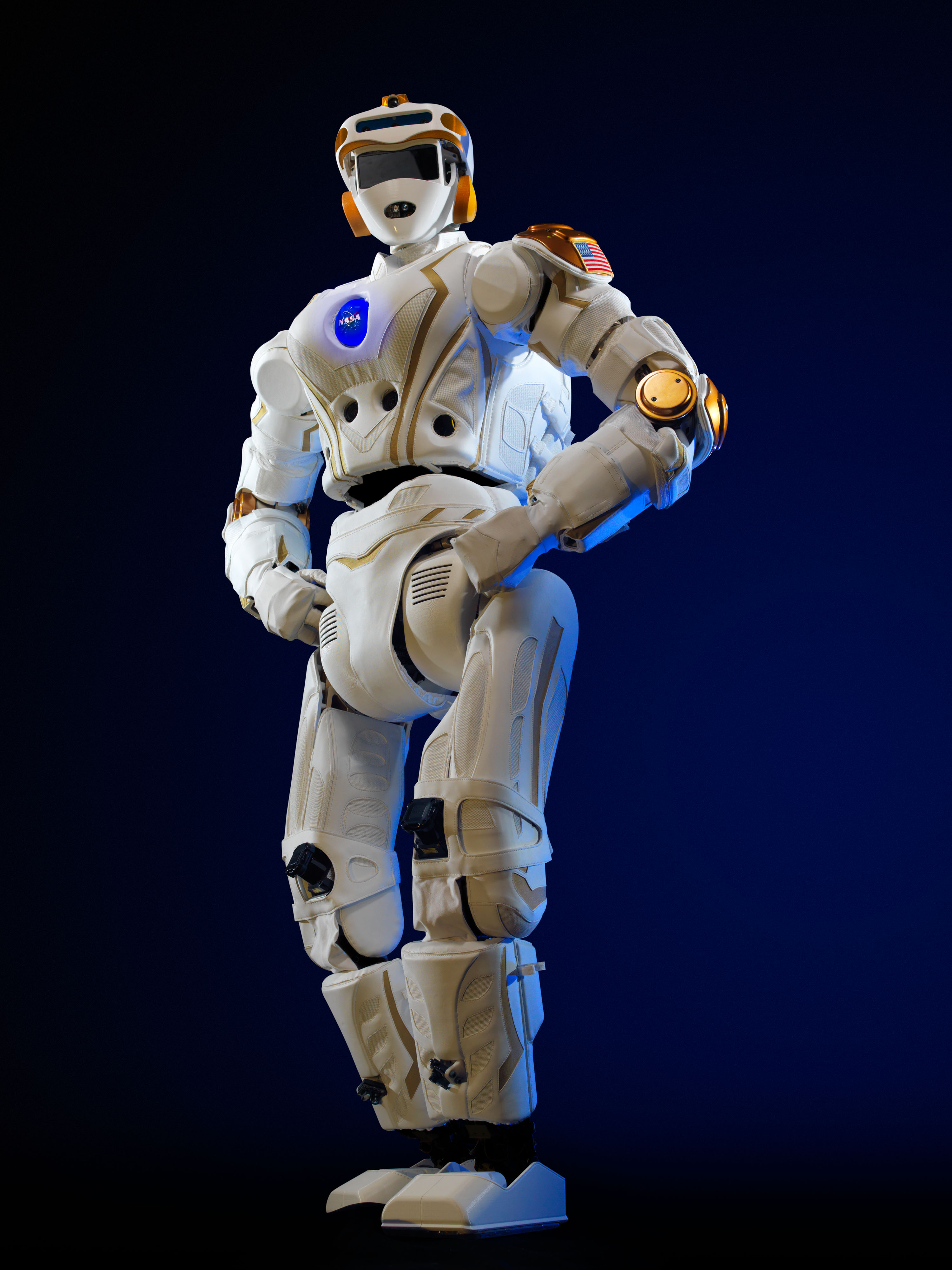
R5（2013年12月）

ロボノートの3番目のバージョン、ヴァルキリー（Valkyrie、正式名称：R5）は、身長約188cm、体重約136kgのヒューマノイドロボット。2個の「Intel Core i7」で稼動している。
「ヴァルキリー」という名は北欧神話に登場するワルキューレの英語読み。
当初はDARPAロボティクス・チャレンジに出場する災害対応ロボットとしてジョンソン宇宙センターにより設計されたが圧倒的な能力不足を指摘され、現在はマサチューセッツ工科大学などの研究施設に提供されて改良が進められており、数世紀先の人類の火星移住計画などでの活躍が期待されている。

## 他国の宇宙ロボット計画

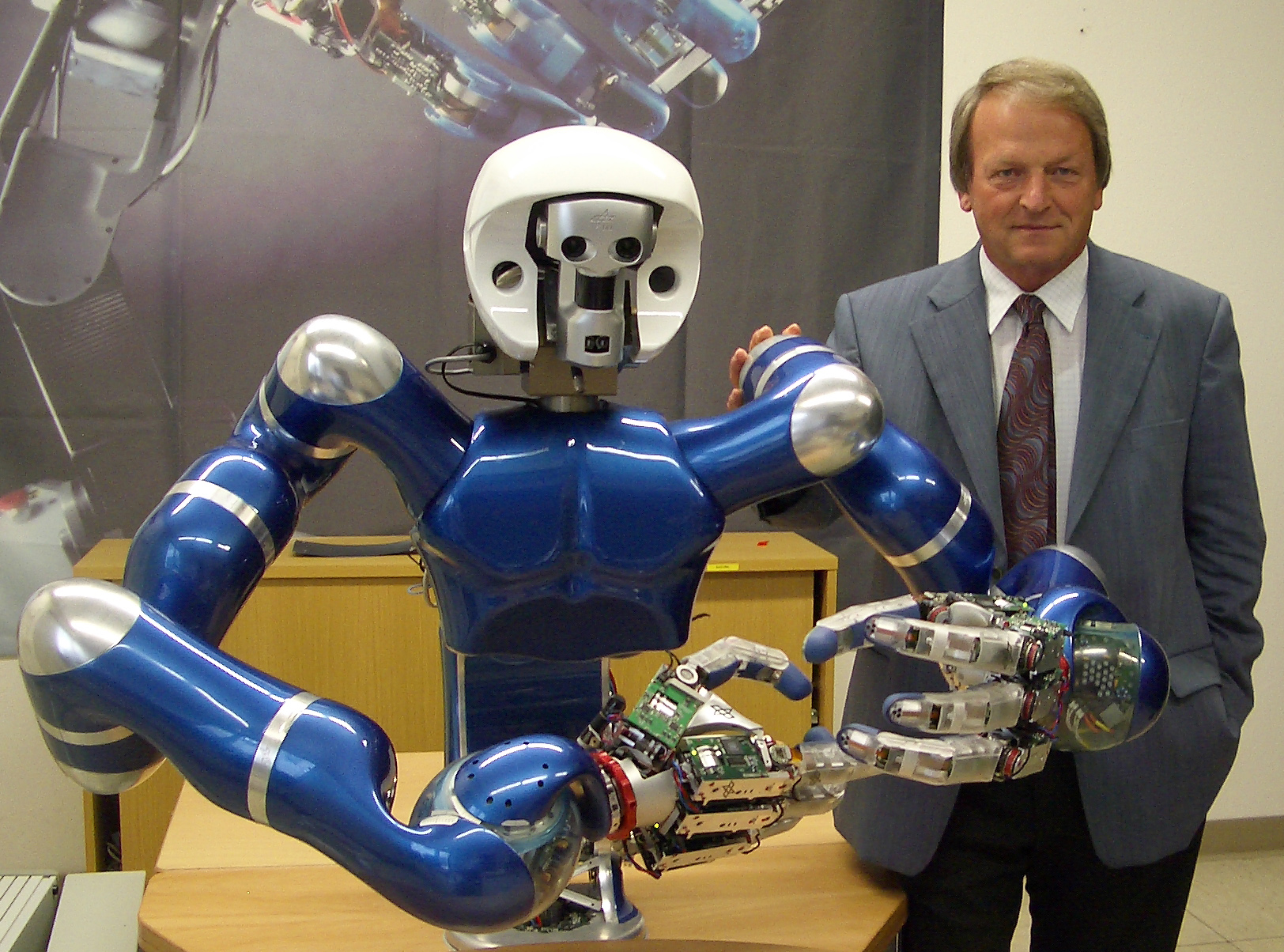
Justin（2008年10月）

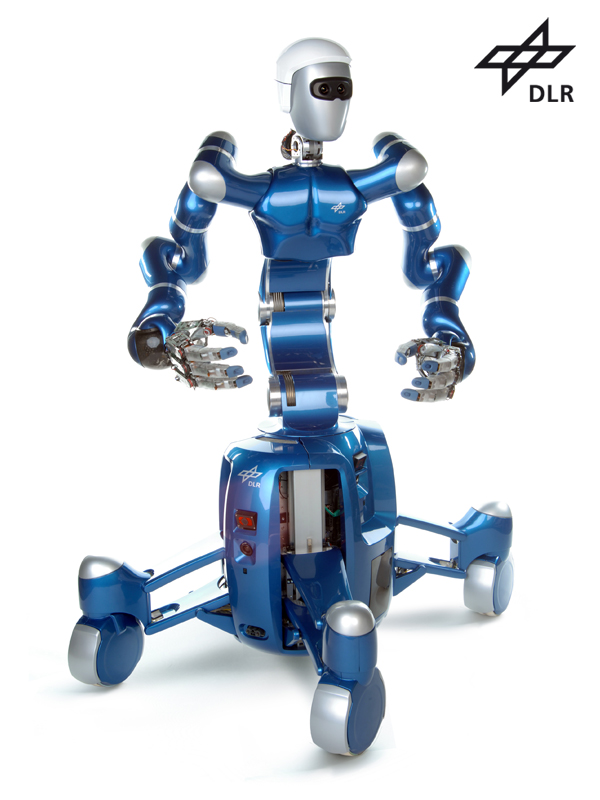
Justin（2009年3月）

### Justin
2008年発表（ドイツ連邦共和国・ドイツ航空宇宙センター）。
正式名称は『Rollin' Justin（愛称：Justin）』。NASAが2010年2月4日に発表した『ロボノート2（R2）』同様の作業を担う事を想定して開発された。

### TORO
2013年3月発表（ドイツ連邦共和国・ドイツ航空宇宙センター）。
正式名称は『TORO：Torque Controlled Humanoid Robot』。NASAが2013年12月に発表した『ヴァルキリー（Valkyrie、正式名称：R5）』同様、宇宙空間で宇宙飛行士と共同作業を行なう目的で開発された二足歩行ロボット。身長174cm、体重76.4kg。

### SAR-401
2013年発表（ロシア連邦・Android Technics，TsNIITochMash）。
NASAが2010年2月4日に発表した『ロボノート2（R2）』同様の作業を担う事を想定して開発された。

### FEDOR
2016年10月発表（ロシア連邦・Android Technics，Advanced Research Foundation）。正式名称は『FEDOR：Final Experimental Demonstration Object Research』。型式番号は「AR-705RH」。
2019年7月23日、音声アシスタント機能を追加して小型・軽量化にも成功した新型二足歩行ロボット『Skybot F-850』がツイッターのページで公開された。

### 小天
小天は2015年に発表（中華人民共和国・中国航天科技集団公司, 上海航天技術研究院）。
NASAが2010年2月4日に発表した『ロボノート2（R2）』同様の作業を担う事を想定して開発された。

### キロボ
キロボは2013年8月10日にISSへ到着し、同年8月21日には日本実験棟「きぼう」で起動（日本・トヨタ自動車／東京大学先端科学技術研究センター）。人類初のロボット宇宙飛行士としてこうのとり4号機に積載されて国際宇宙ステーション(ISS)に運ばれ、ISS内で若田光一飛行士との会話を行った。
実験終了後しばらく保管されていたが、2015年2月11日にドラゴン宇宙船の5号機(SpX-5)で回収され、地球に帰還した。
「地上から一番高い場所で対話をしたロボット」と「初めて宇宙に行った寄り添いロボット」として、2つのギネス世界記録に認定された。